# Ворьема (река)
Ворье́ма (норв. Jakobselva — Якобсэльв) — река на границе Норвегии и России. Длина — 45 км. Средний расход воды — 4,13 м³/с.
Исток реки расположен на территории Печенгского района, впадает в губу Ворьема Варяжского залива Баренцева моря. Общее направление течения — север. Питание в основном снеговое. Крупнейшие притоки Сювякуру (22 км от устья), Тверэльва и Халмвассэльв. В среднем течении река проходит через озеро Вуоремиярви.
По реке на большей части протяжённости проходит граница между норвежской губернией Финнмарк и Мурманской области России. В 1920—1944 годах по реке проходила граница между Норвегией и Финляндией.
В норвежской части реки жителям Норвегии разрешён промысел лосося.
В устье реки расположен норвежский посёлок Гренсе-Якобсэльв и российский радиотехнический пост «Екатерининская».